# CACTUS
CACTUS (англ. Converted Atmospheric Cherenkov Telescope Using Solar-2, перероблений атмосферний черенковський телескоп з використанням Solar-2) — наземний повітряний черенковський телескоп, розташований поблизу Даггетта в Каліфорнія. 

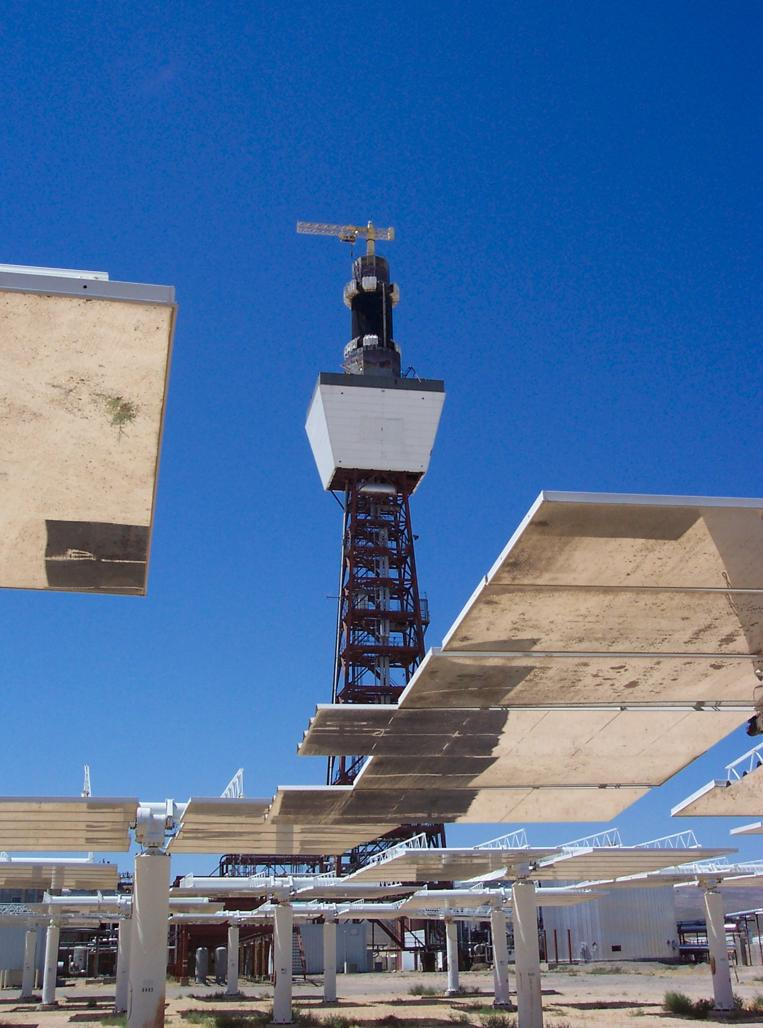
Головна вежа обсерваторії CACTUS

Спочатку це була сонячна електростанція під назвою Solar Two, але з 2001 року її перетворили на обсерваторію. Астрономічні спостереження почалися восени 2004 року і закінчилися в листопаді 2005 року, коли припинилося фінансування проєкту Національним науковим фондом. Експериментом керував Університет Каліфорнії в Девісі, але обладнання належило Southern California Edison. У 2009 році обладнання було знесено.